# 시만텍 오퍼레이션 레디니스 툴
2011년 3월 15일, 시만텍은 Veritas Operations Services(VOS)의 업데이트 버전인 시만텍 오퍼레이션 레디니스 툴을 발표했다.
SORT(예전의 VOS)는 2008에 시만텍 로부터 도입한 웹 기반의 서비스세트이며, Veritas Storage Foundation, Veritas Cluster Server (VCS), 그리고 NetBackup와 같은 시만텍의 기업 제품들을 지원한다.
SORT는 AIX, HP-UX, 리눅스, 솔라리스, 그리고 윈도우 서버로부터 환경 데이터를 수집한다. SORT가 데이터 센터에서 위험 요소를 발견하고 추전 교정을 제시한다.
시만텍은 아직까지 회사의 고객들한테서 SORT에 대한 사용요금을 요구하지 않는다.

## 프로세스
SORT는 데이터 수집기를 이용하여 설정정보와  Veritas Volume Manager (VxVM), Veritas File System (VxFS), VCS, NetBackup,그리고 다른 시만텍의 기업 제품들에 관련한 환경적인 데이티를 수입한다. 수집한 데이터들을 잠재적인 위험요소를 분석하여 보고서로 요약한다.
SORT제품은 아래와 같이 시만텍 기업 제품을 위한 세가지 중류의 보고서를 생성한다.
- 제품과 허가 목록
- 설치와 업그레이드
- 위험 평가

SORT가 특정한 환경 체크를 이용하여 이 세 가지의 보고서를 생성한다. 예를 들면, 위험 평가 보고서가 155 독립된 체크를 기반으로 생성한다.

### 제품과 허가 목록 보고서
이 보고서는 설치한 이진 형태의 소프트웨어와 라이선스 키를 나열한다.

### 설치와 업그레이드 보고서
이 보고서는 시만텍 기업 제품을 설차하거나 업그레이드 특정한 환경 적인 필수 조건을 나열한다. 예를 들면, 그 보고서가 어떤 시만텍 기업 제품을 설치하기 전에 필요한 설치 항목인  운영 체제 패치를 나열한다.

### 위험 평가 보고서
위험 평가 보고서는 성능, 가용성, 그리고 이용도를 증진하기 위한 추전들을 포함된 특정한 환경 설정 평가를 제공한다.
예를 들면, 위험 평가 보고서내에 체크들중의 하나는 볼륨의 미러들을 같은 논리 단위 데이크 배열로 구성한 볼륨들을 나열한다. 논리 볼륨을 독립한 디스크 배열 제어장치로 미러할 때 더 큰 요용성을 가지고 있다. 논리 볼륨들을 서로 독립한 데스크 배열 제어 장치로 미러하면 그 볼륨을 구성한 데스크들중에 하나의 동작이 실패해도 그 논리 볼륨이 계속 정상적으로 동작이 된다.

## 같이 보기
- 넷백업